# Route 320 (Terre-Neuve-et-Labrador)
Pour les articles homonymes, voir Route 320.
La route 320 est une route provinciale secondaire de la province canadienne de Terre-Neuve-et-Labrador située dans le nord-est de la province. D'orientation nord-est–sud-ouest, elle relie la route Transcanadienne à New-Wes-Valley, précisément au croisement de la route 330, sur une distance de 83 kilomètres. Route faiblement empruntée, elle est nommée J.R. Smallwood Drive, Main Street et North Bonavista Highway et est asphaltée sur l'entièreté de son tracé.

## Tracé
La route 320 débute à South Gambo, précisément en tant que sortie 24 de la route Transcanadienne, la route 1. Elle suit d'abord la rive ouest de la baie Freshwater, traversant notamment Gambo, puis rejoint Hare Bay. Elle emprunte ensuite une trajectoire sinueuse vers le nord sur 20 kilomètres puis couve légèrement vers l'est. Elle rejoint finalement New-Wes-Valley (Wesleyville), où elle devient la route 330.

## Communautés traversées
- Gambo South
- Gambo
- Dark Cove
- Middle Brook
- Hare Bay
- Trinity
- Centreville
- North West Arm
- New-Wes-Valley